# 巨蛇座χ
巨蛇座χ，又名BD+13 2982，HD 140160、SAO 101683、HR 5843，是巨蛇座的一颗恒星，视星等为5.33，位于銀經21.83，銀緯47.75，其B1900.0坐标为赤經15h 37m 5s，赤緯+13° 47.75′ 6″。